# Joanna Williams
Joanna Williams är en brittisk författare och kulturkritiker/samhällsdebattör. Hon har verkat som föreläsare i utbildningsfrågor vid University of Kent och har senare arbetat som redaktör i ämnet utbildning på webbtidningen Spiked. Williams har publicerat fyra debattböcker omkring modern kultur inom utbildning och samhälle, varav två översatts till svenska.

## Biografi

### Akademisk och journalistisk karriär
Williams inledde sin yrkeskarriär som engelsklärare på motsvarande högstadie- och gymnasienivå. 2007 påbörjade hon en verksamhet som föreläsare i ämnet "Higher Education and Academic Practice" vid University of Kent, där hon senare övertog ledningsansvaret på centret för studiet av högre utbildning.
2019 lämnade Williams den akademiska världen, varefter hon arbetat för tankesmedjor som Policy Exchange, Civitas, Centre for Independent Studies (Australien) och MCC (Bryssel). Hon har även varit gästföreläsare vid Mathias Corvinus Collegium i Budapest.
På senare år har Williams varit knuten till Spiked, en engelskspråkig webbtidning med fokus på samtidsfrågor utifrån en libertariansk vinkel. Hon har även verkat som en av redaktörerna för publikationen. Dessutom är hon kolumnist i aktualitetsfrågor för Sky News och skriver återkommande för publikationer som The Times, The Spectator, American Conservative och Daily Mail.

### Författarskap
Williams har författat två böcker med kopplingar till samtida frågor runt akademisk frihet och yttrandefrihet i universitetsmiljöer. I Consuming Higher Education: Why Learning Can’t Be Bought (2013) försökte hon reda ut meningen med universitetet som institution, utifrån motiv som lärande, karriärbygge, social rörlighet och universella kulturella värden.
Tre år senare kom Academic Freedom in an Age of Conformity, där hon undersökte den akademiska friheten i en miljö där sanningen inte alltid verkar vara det högsta målet. Hon såg en politisering av den akademiska miljön – ofta utifrån feministiska motiv – som riskerar att urholka akademin som kunskapsskapare. Året därpå publicerades Women Vs. Feminism: Why We All Need Liberating from the Gender Wars, en bok som satte ett tydligare fokus på feminism som en i många sammanhang upplyft men mer sällan kritiserad politik i samtiden. Williams intresserade sig för ämnet med en önskan att få svar på varför feministisk politik så ofta kan lyfta fram kvinnor som svaga och utsatta, även när statistik och forskning visar på motsatsen. Den sistnämnda boken har fått kritik för förenklingar men även rosats för poänger omkring neokonservatismens roll för en negativ utveckling av modern feminism.
2022 presenterade Williams boken How Woke Won med undertiteln "The Elitist Movement That Threatens Democracy, Tolerance and Reason". Denna gång lades fokus på begreppet woke och det som hon ser som en elitistisk rörelse med potential att hota den nutida demokratin. Williams' två senaste böcker har kommit i översättning till svenska, som Behöver vi fortfarande feminismen? respektive Så vann woke – båda utgivna på Karneval förlag.